# マルクス・ゼーダー
マルクス・ゼーダー（Markus Söder、1967年1月5日 - ）は、ドイツの政治家。所属政党はキリスト教社会同盟 (CSU)。2018年3月19日からバイエルン州首相。2019年1月19日からキリスト教社会同盟 (CSU)党首。1994年からバイエルン州議会議員。2007年から2008年までバイエルン州デジタル・メディアおよび欧州問題担当相、2008年から2011年までバイエルン州環境・保健相、2011年から2018年までバイエルン州財務・地域開発担当相。2018年バイエルン州議会選においてキリスト教社会同盟 (CSU) 州首相候補になった。

## 来歴

### 家族
ゼーダーはニュルンベルク（シュヴァイナウ地区）の保守的なルター派信徒家庭で生まれ育った。父マルクス( 2002年没)と母レナーテ (1994年没) はニュルンベルクで小さな建設会社を営んでいた。1999年に、ゼーダーは商学の学位を有するカリン・バウミュラーと結婚し、 1人の娘( 2000年生まれ)と2人の息子( 2004、2007年生まれ)が生まれている。婚姻届を出す前に一人の娘(1998年生まれ)が生まれている。

### 学歴
1977年、ゼーダーはニュルンベルクにあるデューラーギムナジウムに入学。1986年、アビトゥーア試験に合格し、資格証書(1.3点、最高点1.0から最低点4.0)を得た後、ドイツ陸軍に入隊し、第270輸送大隊(ニュルンベルク)に配属され基礎兵役期間を務めた
。1987年、エアランゲン大学に入学し、コンラート・アデナウアー財団から奨学金を得て、法学を専攻した。1991年に第1次法律国家試験に合格。その後、エアランゲン大学法学部で国法学、行政法、教会法研究の学術協力者になった。
1998年、ゼーダーはエアランゲン大学で、バイエルン王国ライン右岸地域市町村における1802年から1808年までの立法過程に関する学位請求論文を書き上げて、 博士（法学）の学位を取得した。

### 職歴
1992年から1993年まで公共放送局であるバイエルン放送で無給局員として勤め、その後1994年まで同放送局で編集局員見習いとして働いた。
2003年、バイエルン州議会で議員として活動すると同時に、ニュルンベルクにあるバウミュラー社コーポレート・コミュニケーション部にも在籍していた。なお、バウミュラー社は妻の父ギュンター・バウミューラー(1940–2017)が設立したメーカーである。

### 人物

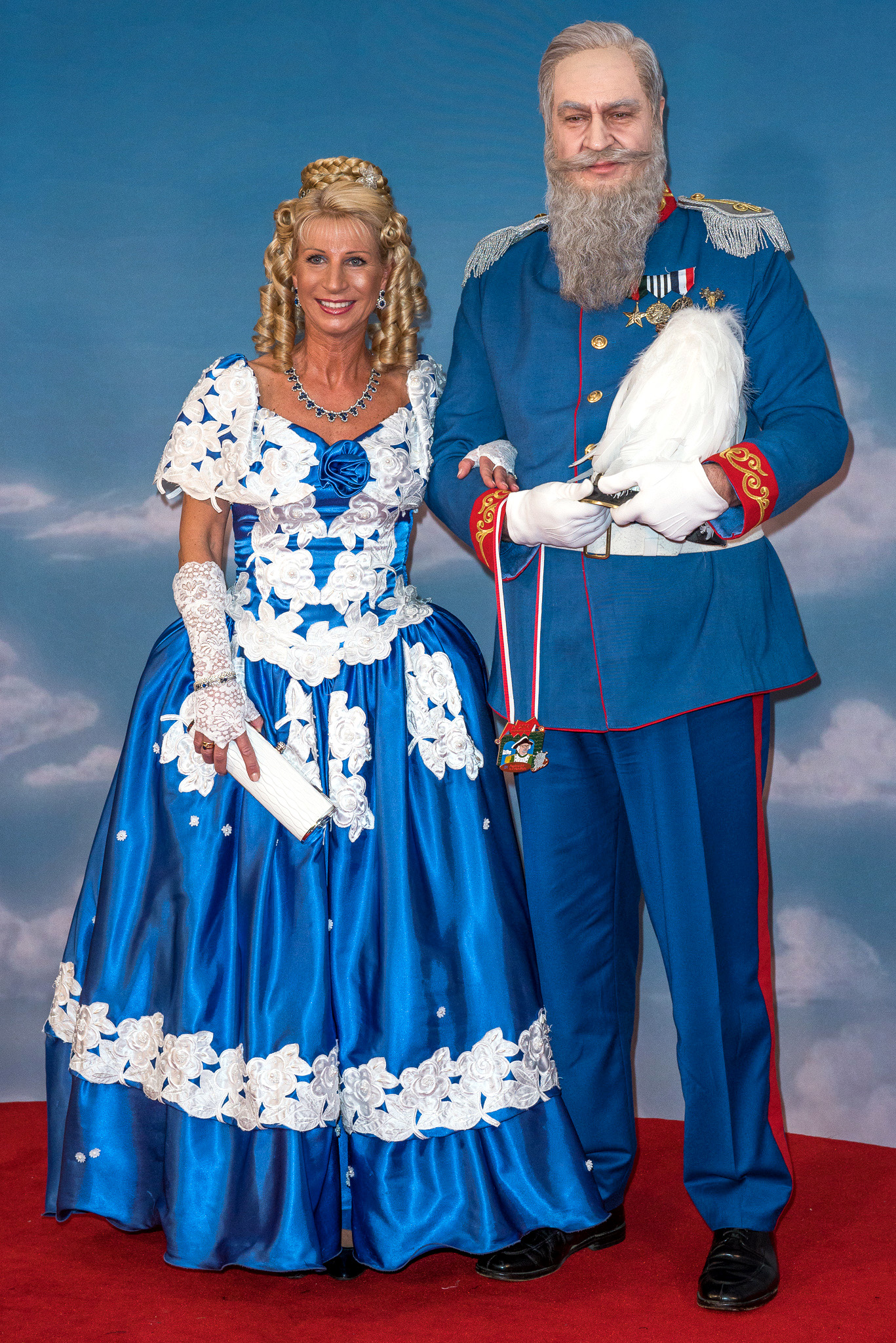
ルイトポルト・フォン・バイエルンの仮装をしたゼーダー (2018)

ゼーダーはエキセントリックな仮装で地元のフランケン謝肉祭に参加している。2010年はトールキンの創作した中つ国に登場する魔術師の仮装で、2011年にはロック・バンドキッスの創設メンバー ポール・スタンレーに扮して参加した。2012年は妻と一緒にパンク・ファッションで参加した。2013年は謝肉祭ということで ドラァグクイーンの衣装で参加し、2014年はシュレックの仮装をした。 2015年はインドの政治指導者で非暴力主義宗教家 マハトマ・ガンディーの仮装、2016年はバイエルン州元首相 エドムント・シュトイバーの仮装で参加し、周囲を驚かせた。2017年は夫婦で米国のテレビアニメ ザ・シンプソンズ の登場人物の仮装をし、ゼーダー本人はホーマー・シンプソン 、妻はマージ・シンプソンを演じた。 2018年はバイエルン王国の王族でバイエルン摂政でもあった ルイトポルト・フォン・バイエルンの仮装で参加した。
エアランゲン大学在学時から、ゼーダーは学生組合 ブルシェンシャフト・トイトニア・ニュルンベルクのメンバーである。ゼーダーはルター派の信仰者であり、2018年4月まで バイエルン福音ルター派教会の総会議員を務めていた。彼の居住地はニュルンベルクである。

### ユンゲ・ウニオン(青年部)時代 Junge Union

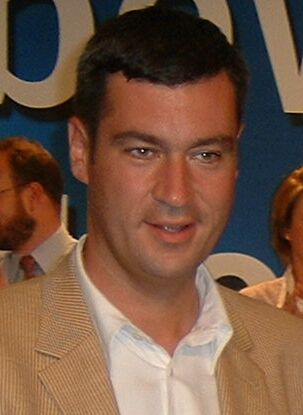
マルクス・ゼーダー (2003)

ゼーダーはフランツ・ヨーゼフ・シュトラウス キリスト教社会同盟 (CSU) 党首、バイエルン州首相の崇拝者であった。西ドイツ保守政界の雄とも呼ばれたシュトラウスを好人物として支持するだけでなく、等身大のシュトラウスのポスターを自宅屋根裏に貼り付けたほどであった。そのシュトラウスのポスターを毎朝眺めながら、ゼーダーは起床した。1983年にゼーダーはキリスト教社会同盟 (CSU)に入党すると同時に、党青年組織ユンゲ・ウニオン(JU)にも加入した。ゼーダーは上限年齢(37歳)に達する2003年まで青年組織ユンゲ・ウニオンに所属し、1995年から2003年までバイエルン州支部代表を務めた。

### キリスト教社会同盟における経歴
1997年から2008年まで、ゼーダーはキリスト教社会同盟(CSU)のニュルンベルク西部支部代表を務めた。1995年からキリスト教社会同盟(CSU)役員会に入り、2008年から2011年まで党メディア委員会代表に任命された。
2003年11月17日から2007年10月22日までキリスト教社会同盟(CSU)幹事長。その間、姉妹政党であるキリスト教民主同盟(CDU)と政策綱領を作成する作業部会にも属していた。
2008年、キリスト教社会同盟(CSU)ニュルンベルク-フュルト-シュヴァーバッハ地区長ギュンター・ベックシュタインがバイエルン州首相に選出され、ゼーダーはそのポストを引き継いだ。引継ぎ時の信任投票において98％の支持を得た。

### 公職経歴

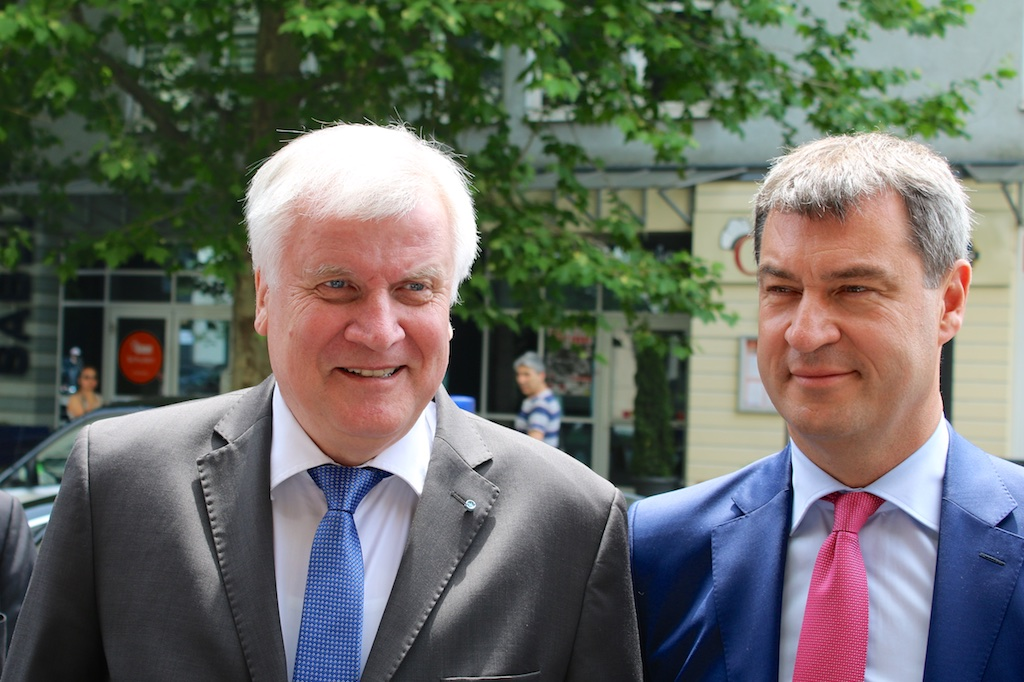
ホルスト・ゼーホーファーと並ぶマルクス・ゼーダー (2015)

1994年以降、ゼーダーはバイエルン州議会のニュルンベルク西部選挙区選出議員である。党内において、ゼーダーはエドムント・シュトイバーに支援されたいわゆる94年選出州議会議員グループの一員である。1999年から2003年まで、州議会行政監査委員会副委員長。キリスト教社会同盟(CSU)幹事長であった2003年から2007年まで、党議員団役員会にも所属した。
2007年10月16日、バイエルン州デジタル・メディアおよび欧州問題担当大臣に就任(バイエルン州・ギュンター・ベックシュタイン内閣)。2008年バイエルン州議会選挙後、ホルスト・ゼーホーファー州首相の下でバイエルン州環境・保健大臣に就任。2011年11月にゲオルグ・ファーレンショーンの後任として州財務大臣に就任。
2017年になるとゼーダー財務相とゼーホーファー州首相間で政治的主導権争いが数か月間おこなわれ、2017年12月4日になって、ゼーホーファーは州首相を2018年度第1四半期中に自ら辞職することを表明した。しかしながら、ゼーホーファーは州首相退任後もキリスト教社会同盟(CSU)党首の地位には留まった。ゼーホーファーは2018年3月13日に州首相を辞任することを文書で通知した。
2018年3月16日、マルクス・ゼーダーはバイエルン州議会において、169票中99票の賛成を得てバイエルン州首相に選出された。ゼーダーは第1回投票時に過半数を得て州首相に選出された。その時の反対票は64票、無効票は2票であった。
2017年12月4日、ゼーダーはキリスト教社会同盟(CSU)州議会議員団の一致した賛成により、2018年バイエルン州議会選挙時の党州首相候補にノミネートされた。同時に党役員会からも賛同を得た。2017年12月16日、ニュルンベルクで開催されたキリスト教社会同盟(CSU)党大会はマルクス・ゼーダーを州首相候補に正式決定した。2018年10月14日に州議会選挙はおこなわれ、キリスト教社会同盟(CSU)は州議会での過半数を失ったが、自由な有権者と連立することで第2次ゼーダー内閣を発足させた。同年11月6日、204票中110票の信任を得てゼーダーはバイエルン州首相に選出された。
2019年1月19日、ミュンヘンで開催されたキリスト教社会同盟(CSU)党大会において、ホルスト・ゼーホーファーの後継党首を選出する信任投票がおこなわれた。マルクス・ゼーダーは信任投票において87.4％を得てキリスト教社会同盟(CSU)党首に選出された。ゼーダーはキリスト教社会同盟(CSU)の歴史において、福音主義教会に属する初めての党首である。2023年10月8日のバイエルン州議会選挙ではCSUが優位を維持し、州議会で10月31日に州首相に再任された。

### 監査役としての働き
ゼーダーはバイエルン州政府のインターネットに関する諮問委員会のメンバーである。2008年12月まで、第2ドイツテレビ (ZDF)運営評議会の評議員だった。2007年から2011年まで地元サッカークラブチーム1.FCニュルンベルク監査役会の常勤監査役であった。2011年からは同クラブの常勤顧問に就任している。ゼーダーはニュルンベルクメッセの監査役会にも入っており、ニュルンベルク市長と交代する形で監査役会議長に選ばれている。加えて、ニュルンベルク空港有限会社監査役会議長を2017年3月から2018年7月まで務めた。さらに、ミュンヘン空港有限会社監査役会議長でもあった。

### 2021年連邦議会選挙と次期ドイツ首相候補に浮上
新型コロナ流行とメルケル首相が2021年連邦議会選挙後の政界引退を表明したことによって、ドイツの政治評論家たちやマスコミはキリスト教民主/社会同盟の連邦首相統一候補としてマルクス・ゼーダーを言及するようになった。2020年夏におこなわれた世論調査では、ゼーダーは次期ドイツ首相の有力候補に挙げられた。ゼーダーはバイエルン州首相を続けることを再三再四明らかにしているにもかかわらず、次期ドイツ首相としての強い期待を有権者から得ている。

## 政治的立場と批判
キリスト教社会同盟(CSU)幹事長として、政治的敵対者たちからの批判だけでなく、キリスト教社会同盟(CSU)内からもゼーダーは批判を受けた。その政治的手法のために、ゼーダーは評価の分かれる政治家である。ゼーダーはポピュリスト的発言を再三再四おこなったため、頻繁に批判された。例えば、子供向け放送番組「砂男」の存続のために明確な立場を表明したことや、移民の社会的統合に関する提案やバイエルン州公立校においてドイツ国歌を日常的に歌唱すべきという彼の意見が問題にされた。以前から政治の場において、ゼーダーはポピュリスト的立場を繰り返し表明していた。
欧州担当相就任後の2007年に、ゼーダーは環境政策と遺伝子工学に関する政策の明確化を要求した。その遺伝子工学に関する政策に関して、ゼーダーはアンゲラ・メルケル連邦首相と姉妹政党のキリスト教民主同盟 (CDU)を批判した。他方、遺伝子工学に関しては同盟90/緑の党の政策に近いことを表明した。

### 異文化統合問題
2004年、トルコの欧州連合 (EU)加盟とバイエルン州内公立校教員のスカーフ着用に関して、ゼーダーは反対を表明した。この関連において、学校に十字架を掲示することや女子教員のスカーフ着用禁止をインタビューで述べ、勤勉、時間厳守、規律というドイツ人としての徳目がドイツの危機的状況を克服すると語った。
2007年、イスラム教徒 移民に関する結果の出ない論議には意味がないと語った。ドイツに永住を希望する場合、この地の価値観を完璧に受容すべきであるとし、それが出来ない者には、ドイツで生きる未来はないと言明した。2010年、ゼーダーはブルカ禁止法に賛成することを表明した 。
2015年の難民危機に際して、ゼーダーは難民保護を規定するドイツ庇護法を疑問視した。彼はアンゲラ・メルケル首相を批判し、欧州国境線の防御を厳しくすることを要求した。オーストリアとの国境に防護柵を設置することを提案したが、当時のキリスト教社会同盟(CSU)党首ホルスト・ゼーホーファーに却下された。2015年11月13日に発生したパリ同時多発テロ事件を難民政策に結びつけたことで、ゼーダーはホルスト・ゼーホーファーやキリスト教民主・社会同盟に属する政治家たちから批判された。
2018年3月に、ゼーダーは第2ドイツテレビ (ZDF)のインタビューを受けた。そこでイスラム教徒はドイツに属していないとする党首ゼーホーファーの見解に同意した。同時に、ゼーダーはドイツで働き、納税しながらドイツの価値観に沿って生活しているイスラム教徒は社会の強固な一部であると語った。

### 家族政策
託児施設に関する議論において、ゼーダーは伝統的価値の尊重と維持を強調している。その際、「理想的目標として認めている根源的価値観を守り続けることは当然のことであり、大抵の人間は人生において結婚を望み、家族を得るために努力するものである。我々が昔からある価値観を維持し、それによって生きていくことは、市民としての寛容さに含まれるはずである」とゼーダーは語った。

### 労働市場政策
ゼーダーは労働協約の仕組みにおいて企業側の裁量を強め、再雇用に際して解雇規制の緩和による有期雇用契約を拡大することを提唱している。さらに、ゼーダーは最低賃金制度の法制化に反対した。失業保険受給者に対して厳格に対処することを支持した。非正規雇用による収入を増やすことで新規雇用を拡大し、雇用関係補助金を削減することを主張している。

### 2020年以降における内燃機関自動車販売禁止提案
2007年、水素自動車とハイブリッドカーに転換することで、従来の内燃機関 (ディーゼルエンジン ガソリンエンジン) 自動車に関する新車認可を2020年以降には禁止することをゼーダーは要求した。2017年ドイツ連邦議会選挙後のキリスト教民主/社会同盟と自由民主党、同盟90/緑の党との連立交渉が挫折した際に、内燃機関自動車禁止という政策が大きな対立点になった。ゼーダーの当時の要求がメディアを混乱させてしまった。マスコミの質問を受けて、ゼーダーは内燃機関自動車の禁止を掲げるキリスト教社会同盟(CSU)選挙公約を堅持することを表明した。

### 侮辱行為からの宗教団体保護
2006年、ケーブルテレビ・チャンネルMTVにおいて、英国制作のアニメ番組プーペタウンがキリストやローマ教皇を笑いの対象にしたため、ドイツ国内において問題になった。この番組に関する議論に際して、ゼーダーはこのアニメ番組での表現が刑法典上の冒涜行為に該当するとして放映禁止を要求した。その青少年向けアニメ番組において、キリスト教会とローマ教皇が笑いものにされたことは、もはや風刺のレベルではなく、ドイツ刑法典第166条で規定されている誹謗中傷行為に当たると彼は見なした。宗教的象徴は法的に保護すべき対象であるとして、放送禁止を要求したのである。この論争に関連して、同盟90/緑の党所属のドイツ連邦議会議員フォルカー・ベックはドイツ刑法典第166条をもはや時代遅れで、啓蒙時代前の遺物であると発言した。この発言を、ゼーダーは戯言であると見なした。宗教的感情を尊重し守ることは社会の根源的価値に属するものであると反論した。ゼーダーはキリスト教社会同盟(CSU)と共に、神への冒涜を禁止するドイツ刑法典にあるこの条項廃止はあり得ず、宗教的象徴を誹謗中傷から適切に守るためにこの条項をより厳しい形に改正することを求めた。

### バイエルン州公共施設での十字架設置をめぐる論争
バイエルン州にある全公共施設に2018年6月1日から十字架を据え付けるとしたバイエルン州政府の2018年4月24日の決定に関して、「十字架は宗教的象徴ではなく、むしろバイエルンのアイデンティティと生活様式を反映している」とゼーダーは説明した。十字架設置に関するこの決定はドイツ全土に対立的な議論を呼び起こした。 キリスト教会の代表者たちの多くは反対した。
キリスト教社会同盟 (CSU)幹事長マルクス・ブルーメは、当初は十字架設置の決定に対する批判者たちを宗教嫌いと自己否定する者たちの不信心連合と名づけた。
フランク＝ヴァルター・シュタインマイアードイツ連邦共和国大統領は十字架設置の決定から距離を置いた。
ドイツ連邦議会 における同盟90/緑の党院内総務でドイツ福音主義教会 (EKD)前総会議長でもあったカトリン・ゲーリング＝エッカルト は、バイエルン州の十字架設置に関する決定をキリスト者にとって恥ずべき行為であると言及した。十字架を文化的アイコンと見なしたことで、キリスト教信仰から十字架を切り離してしまったとして、自由民主党(FDP)党首のクリスティアン・リントナーはゼーダーを批判した。
ドイツ連邦議会元議長でドイツ社会民主党(SPD)の政治家であると同時に、ドイツ・カトリック教徒中央委員会のメンバーでもあるヴォルフガング・ティールゼは、十字架というキリスト教的象徴を政治闘争の道具として用いるべきではなかったとゼーダーを批判した。ドイツ基本法によって存立する州は世界観において宗教的には中立的存在であり、あらゆる宗教に開かれていると見なした。
「十字架設置を強制すべきではない」として、ローマ・カトリック教会のラインハルト・マルクス枢機卿 (ミュンヘン・フライジング大司教およびドイツ・カトリック教会司教会議議長)がゼーダーを強く批判した。「十字架設置によって、社会が分断され、騒擾、抗争が生じてしまう。十字架は単に文化的アイコンとして理解されるべきではない。公共施設に設置された十字架は州の名において接収されるべきである。十字架の大切さを解き明かすことは州には相応しくない。十字架は暴力、不正義、罪と死への抵抗でもあり、他の人々へ向けた象徴ではない。十字架に関する社会的議論は評価すべき重要なものであるが、キリスト者、イスラム教徒、ユダヤ教徒と無宗教の人々も含むあらゆる人々を考慮するべきであると」とマルクス枢機卿はミュンヘン発行の南ドイツ新聞日曜版で語った。
ミュンヘン司教区のヴォルフガング・ビショーフ補佐司教は「バイエルン州にとって、十字架は象徴ではなく、バイエルンのアイデンティティでもない」と語り、ゼーダーの発言を批判した。さらに、「十字架の精神でもって働く者は人間そのものを対象の中心に見据えるのであり、とりわけ、苦境にある人間たちに配慮するのである。象徴的言葉を用いてメディアで影響力を示そうとするのではなく、信頼性という意味において、納得のいく行為を実践するのが大切である」と述べた。
ドイツ・カトリック青年団バイエルン支部と福音主義青年団は協働して、公開書簡を作成しゼーダー州首相と彼の内閣に送付した。
十字架を政治的、国家主義的に理解して利用したことに、個人としてショックを受け、驚愕したと記していた。
バイエルン福音ルター派教会 のハインリヒ・ベッドフォード＝ストローム 監督(ドイツ福音主義教会(EKD)常議員会議長)は「十字架は何よりも宗教的象徴である」と語り、ゼーダーに反論した。さらに、十字架を公共施設に掲げる決定は歓迎できるが、本来の意味を理解しないまま十字架設置の目的を根拠づけると、キリスト教のみで占有することになってしまうと指摘した。難民を含む異なる信仰を持つ者たちを拒絶するために十字架を用いるべきではないと諫めた。
これとは反対に、ローマ・カトリック教会レーゲンスブルク司教区のルードルフ・ボーダーホルツァー司教とバイエルン福音ルター派教会レーゲンスブルク教会管区のハンス＝マルティン・ヴァイス管区監督は、十字架を公共施設に設置する通達を支持する共同書簡を発表した
。地方自治体の公共施設が政治的、行政管理上の責任を遂行する場であることを顧慮するならば、十字架を公共施設に掲げることを2人の高位聖職者は認めた。十字架は我々の共通した価値観である神と人間に対する責任を想起させるものであり、ドイツ基本法前文に「神と人間に対する自らの責任を自覚し」と明記されている。すべての政治家は国家を形成する基本的価値観を信頼し、感謝すべきであると語った。
さらに、教皇庁のゲオルグ・ゲンツヴァイン司教もゼーダーによる通達を歓迎した。同様に、ドイツ・カトリック教徒ファーラムもゼーダーの提案を支持した。「我々の文化は根底においてキリスト教によって刻印されている。十字架は宗教の象徴ではなく、非暴力を求める宗教の明白なしるしである。それどころか、敵意を消し去り、隣人愛を求めている。十字架は誰をも脅さず、他宗教の信仰者や無宗教の者たちをも守る」との見解を表明した。
世論調査によると、バイエルン州におけるゼーダーの果敢な取り組みは地元バイエルンの有権者の53％から56％という過半数を超える支持を得ており、不支持は38％から42％だった。この結果とは対照的に、全ドイツレベルでは64％のドイツ人がゼーダーの提案に不支持を表明し、賛成は29％に過ぎなかった。　有力紙のデア・シュピーゲルオンラインコラムは十字架設置義務化を ドイツのための選択肢支持者に向けたキリスト教社会同盟 (CSU)によるバイエルン州議会選挙の戦術であると見なした。

### ドイツ赤軍テロリスト恩赦問題

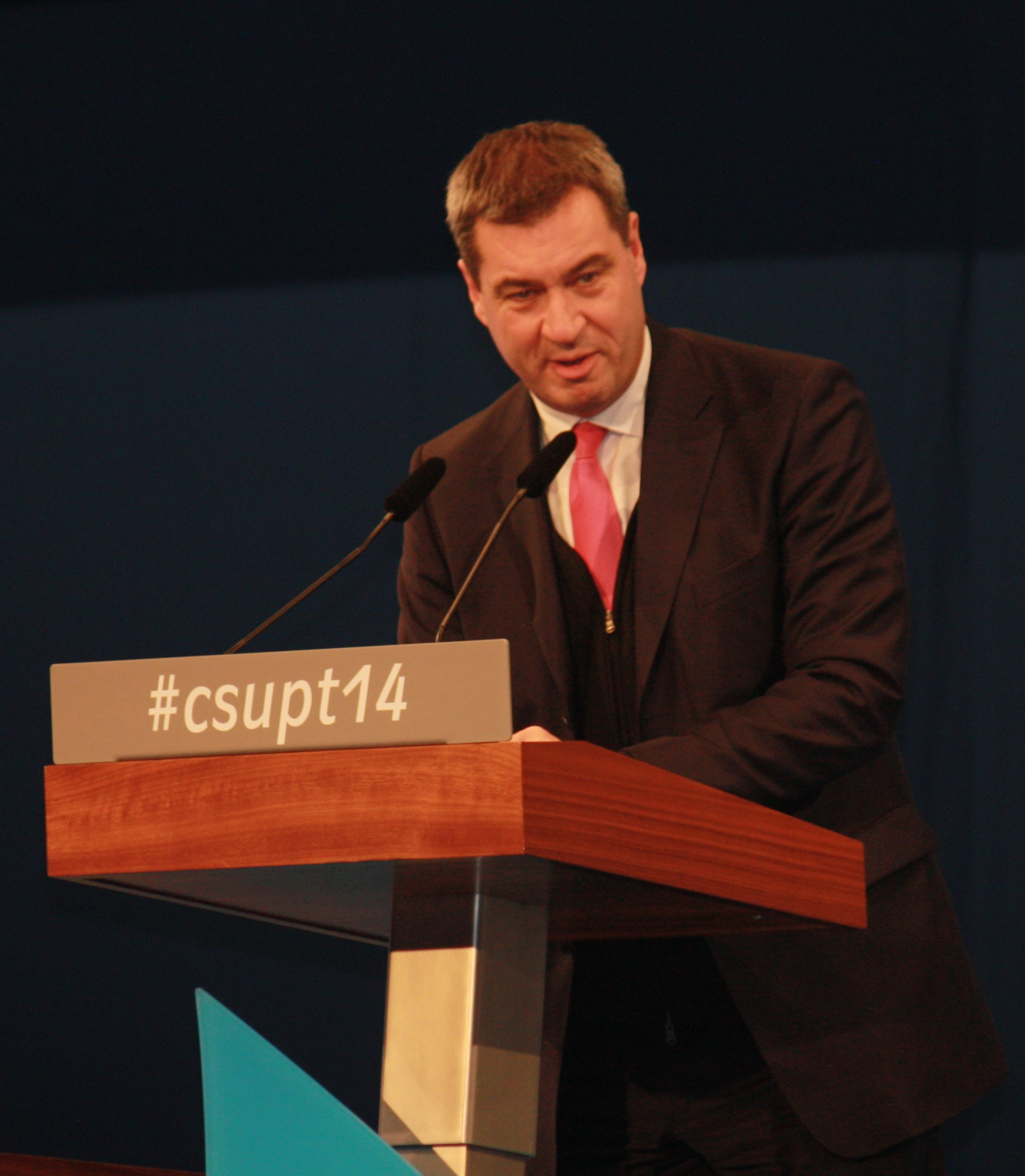
キリスト教社会同盟(CSU)ニュルンベルク党大会でのゼーダー(2014)

2007年5月、ホルスト・ケーラー・ドイツ連邦大統領の再選を支持するために、ドイツ赤軍 テロリストであったクリスチャン・クラールの恩赦に反対するようにケーラー連邦大統領に圧力をかけたとして、キリスト教民主/社会同盟内の政治家たちから批判を受けた。それ以前から、ゼーダーはドイツ赤軍テロリストのクラールの恩赦を繰り返し反対していた。クラールが拘留中であっても反帝国主義的アジテーションを繰り返していたからである。別件の殺人事件でクラールに保護観察処分の判決が下されたため、クラールには恩赦は適用されなかった。

### 地元公共放送局との関係
2012年10月26日、ゼーダーの広報担当ウルリケ・シュトラウスが地元の公共放送局バイエルン放送のニュース解説原稿を放送前に電話で抗議したことが明らかになった。ニュース解説原稿に、バイエルン州環境相であったゼーダーを批判する内容が含まれていると判断したための抗議であった。広報担当シュトラウスによると、その抗議電話はゼーダーの了解を取らずにおこなわれた。そのニュース解説は放送されなかった。しかしながら、バイエルン放送は政治介入を否定した。
2012年11月3日、ゼーダーがキリスト教社会同盟(CSU)幹事長在任中の2003年から2007年まで第2ドイツテレビ(ZDF)の報道番組に影響力を行使しようと何度も試みていたという記事がデア・シュピーゲル・オンラインに掲載された。第2ドイツテレビ(ZDF)理事会のメンバーでもあったゼーダーが第2ドイツテレビ(ZDF)会長のマルクス・シェヒターを呼び出し、第2ドイツテレビ(ZDF)の朝のニュースショーと政治トーク番組の出演者リストに介入しようとしたと指摘された。
2015年1月20日、バイエルン放送編成局は人気のある地元制作ドラマにゼーダーをゲスト出演させた。そのドラマで、オーバーバイエルン南部のドラマ上想定している女性市長に向けて、バイエルン州政府と財務省の働きをゼーダーは紹介した。
ゼーダーのこのドラマ出演によって、バイエルン放送はバイエルン・ジャーナリスト連盟から批判された。これに対して放送局会長は「公共放送として有るまじき政治的濫用は全くなく、バイエルン放送は政治権力から遠く離れていた」と言明した。
放送局ディレクターのベッテイーナ・ライツがバイエルン放送の立場を説明した。このドラマの脚本家チームは長い間このドラマシリーズに現役政治家を登場させることで架空の舞台にリアリティを持たせようとしていた。その結果、ゼーダーとの出演交渉がおこなわれ、ゲストとしてドラマ台本に記載されたとの事情を明らかにした。この経緯はバイエルン放送と多くのメディア内部において、大臣所属政党との放送局との近さに関する議論になった。 バイエルン放送顧問弁護士のアルブレヒト・ヘッセはバイエルン放送理事会において、ゼーダーのドラマ出演において放送綱領からの逸脱があったことを認めた。その後、バイエルン放送会長ウルリヒ・ヴィルヘルムはこのドラマシリーズに政治家を今後出演させないことを明らかにした。

### 住宅建設問題
2007年の世界金融危機に際してのバイエルン州立銀行の経営危機によって、バイエルン州は住宅困窮者に向けて積極的に援助することを余儀なくされた。バイエルン州立銀行が住宅建設子会社を分離するか、所有不動産の大半を売却するまで、欧州連合(EU)による命令によって補助金支出は止められていた。その際、売却されることになったバイエルン州立銀行子会社が建設した32.000戸の入札にバイエルン州政府が加わることや公的所有にすることをゼーダーは拒否した。最終的に、ミュンヘン市が中心になって運営されるコンソーシアムが入札に加わり競り勝った。ゼーダーは借地借家人に向けて住宅に居住し続けることを保証した。しかしながら、売買契約の隙間を利用して、持ち家から賃貸契約への変更、住居の第三者への転売や賃貸料値上げを強いられた借家人たちがバイエルン州全域で増えたことが、借家人連盟によって明らかにされた。
2018年7月、バイエルン・ハイムという名称の州立住宅公社を新たに設立し、2025年までにバイエルン州において1万戸の低廉住宅を建設するとゼーダーは表明した。

### ギリシャ債務危機に関する見解
2015年1月のギリシャ総選挙において、急進左派連合が勝利しアレクシス・ツィプラスが率いる新政府が誕生した。ギリシャ債務危機に関するインタビューを受けて、ゼーダーはアレクシス・ツィプラス首相を安易に容認すべきではないと警告した。ギリシャは存続している諸協定を守り、債務返済義務を履行すべきであり、債務カットは無益な行為であると述べた。債務に関する基本合意を順守し、ドイツに関しても追加負担を背負う必要がないことを主張した。欧州連合からのギリシャ脱退という提案に関して、ゼーダーはグレグジットを疑問視しなかった。
2015年2月、ギリシャ以外の欧州国民において、グレグジットの結果を乗り越えることができるはずとゼーダーは語った。ギリシャがユーロ圏を離脱した場合、予想される経済的損失を考えると、ギリシャ自体はドラマチックな状況を迎えるとゼーダーは予想した。ギリシャ政府に対して強硬な姿勢を取ることをゼーダーはあくまで求めた。
2015年7月5日におこなわれた2015年ギリシャ国民投票において、歳出削減策を伴う金融支援案の受け入れが拒否された結果、ギリシャ財務相ヤニス・バルファキスが辞任した。この結果を受けて、ギリシャのユーロ圏離脱をフェアで公正な方策であるとゼーダーは述べた。金融支援に関するギリシャに対する譲歩は、ドイツにとってリスクそのものであり、それはドイツ以外の欧州諸国でも同様であるとした。ギリシャのヤニス・バルファキス財務相辞任を、ギリシャ悲劇に新たな演目が加わったとゼーダーは見なした。

### 保健衛生問題
2020年の新型コロナ拡大局面において、他のドイツ各州以上にバイエルン州を感染増大の危機に直面する地域としてゼーダーは理解した。これはゼーダーと彼の州政府内閣に共通した認識であった。それゆえ、バイエルン州は新型コロナウイルスの伝播を阻止するために外出禁止令(2020年3月21日0時から)をドイツで初めて発令した州になった。さらに、パンデミックの進行にともなって、オーストリアのクルツ首相と一対一の協議をおこなった。ゼーダーは隣国の経験を参照した上で外出禁止令の発令に備えた。
外出禁止令発令前の2020年3月15日にバイエルン州地方自治体選挙が予定されていたが、あらゆる予防措置が実施され、投票に行くことによる感染リスクも僅かであると見なし、地方自治体選挙を予定通り実施した。
これに関しての批判があったにもかかわらず、選挙実施に備えた彼の危機管理策は地元以外でも称賛された。人々の不安に対処するという理由で、ドイツの他州に先駆けて出されたバイエルン州の外出禁止令はゼーダーと数人の側近による協議だけで発令されていた。各州と事前調整するとの取り決めをゼーダーが一方的に破ったとして、ノルトライン・ヴェストファーレン州のアルミン・ラシェット州首相(CDU副党首)はゼーダーを非難した。ラシェットは他の11州首相と協議した上で独自の新型コロナ対策案を発表した。メクレンブルク＝フォアポンメルン州のマヌエラ・シュヴェーズィヒ州首相も州首相協議会のトップとして、統一歩調が取れなくなったとして、ゼーダーを強く非難した。ヘッセン州のフォルカー・ボフィエー州首相やニーダーザクセン州のシュテファン・ヴァイル州首相もゼーダーを非難した。いち早くバイエルン州に外出禁止令を発令したことで、ゼーダーは他州の州首相たちから激しい批判を受けた。しかしながら、後追いする形で同様の外出禁止令が全国に広がったことで、ゼーダーは自分の決断に自信をもった。さらに、バイエルン州が特別な危機に直面していると見なして、外出禁止令発令を先行させたことを弁護した。

## 刊行物・発表論文
- Von altdeutschen Rechtstraditionen zu einem modernen Gemeindeedikt. Die Entwicklung der Kommunalgesetzgebung im rechtsrheinischen Bayern zwischen 1802 und 1818. Dissertation.  Erlangen/Nürnberg 1998, DNB-IDN 953021262.
- Mit Helge C. Brixner (Hrsg.): Start in die Zukunft. Das Future-Board. Akademie für Politik und Zeitgeschehen, München 1998, ISBN 3-88795-145-X.
- Mit Peter Stein (Hrsg.): Moral im Kontext unternehmerischen Denkens und Handelns. Akademie für Politik und Zeitgeschehen, München 2003, ISBN 3-88795-262-6 (PDF; 315 KB).